# Finn Harps Football Club 2011

## Rosa
| N. |                    | Ruolo | Calciatore           |
| -- | ------------------ | ----- | -------------------- |
|    | Irlanda (bandiera) | P     | Gavin Cullen         |
|    | Irlanda (bandiera) | D     | Corneilius Gallagher |
|    | Irlanda (bandiera) | D     | Johnny Havlin        |
|    | Irlanda (bandiera) | D     | James Doherty        |
|    | Irlanda (bandiera) | D     | Ian Rossiter         |
|    | Irlanda (bandiera) | D     | Ciaran Coll          |
|    | Irlanda (bandiera) | D     | Gary Whoriskey       |
|    | Irlanda (bandiera) | C     | Shaun McGowan        |
|    | Irlanda (bandiera) | C     | Michael Funston      |
|    | Irlanda (bandiera) | C     | Mark Forker          |
|    | Irlanda (bandiera) | C     | Marc Brolly          |

| N. |                             | Ruolo | Calciatore        |  |
| -- | --------------------------- | ----- | ----------------- |  |
|    | Irlanda (bandiera)          | C     | Sean Houstan      |  |
|    | Irlanda (bandiera)          | C     | Ruairí Harkin     |  |
|    | Irlanda (bandiera)          | C     | Paddy Bonner      |  |
|    | Irlanda (bandiera)          | C     | Oisin McMenamin   |  |
|    | Irlanda (bandiera)          | C     | Christy Connaghan |  |
|    | Irlanda (bandiera)          | A     | Conor Gethins     |  |
|    | Irlanda del Nord (bandiera) | A     | Vincent Sweeney   |  |
|    | Inghilterra (bandiera)      | A     | Damien Whitehead  |  |
|    | Irlanda (bandiera)          | A     | David McDaid      |  |
|    | Irlanda (bandiera)          | P     | Ciaran Gallagher  |  |
|    | Irlanda (bandiera)          | P     | Liam Mailey       |  |